# Giuseppe Gronchi

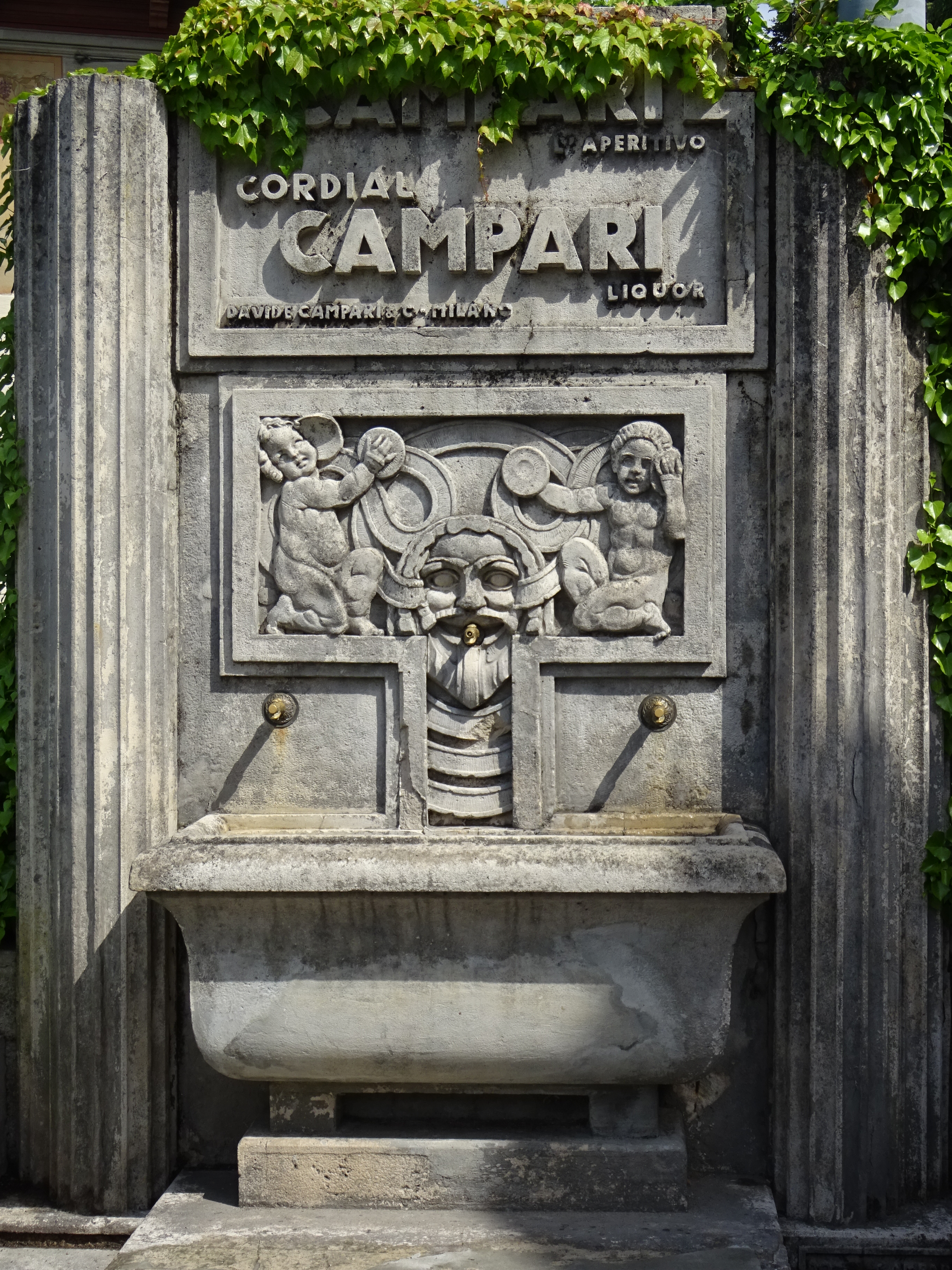
La fontana Campari a Brunate

Giuseppe Gronchi (Firenze, 14 luglio 1882 – Firenze, 20 agosto 1944) è stato uno scultore italiano.

## Biografia

### Formazione e gioventù
Nato da Alessandro e da Elena Maddalena Prati, si iscrisse nel 1904 all'Accademia di belle arti di Firenze diplomandosi, dopo un'interruzione di qualche anno, nel 1911.
Nel frattempo, a partire dal 1901, espose in varie iniziative della Società di belle arti di Firenze, e partecipando nel 1910 al concorso per il Monumento a Ugo Foscolo in Santa Croce, lodato dalla stampa ma non scelto. Partecipò in questi anni a numerosi concorsi ed esposizioni, oltre che nella sua città, a Bologna e Napoli, mostrando aggiornate influenze di scultori come Vincenzo Gemito e Auguste Rodin. 
Nel 1917 divenne membro onorario dell'Accademia delle arti del disegno. Fu coinvolto nella decorazione del teatro Savoia a Firenze, inaugurato nel 1922, realizzando in particolare i fregi delle colonne binate, i parapetti della seconda loggia, le maschere decorative, le fontane e le formelle dello zodiaco sul soffitto del foyer del primo ordine. In queste opere il suo stile si è ormai aggiornato all'arcaismo di Bourdelle, in bilico tra muscolarità déco e sinuosità liberty, che contraddistiguerà la sua opera per tutto il "Ventennio". 

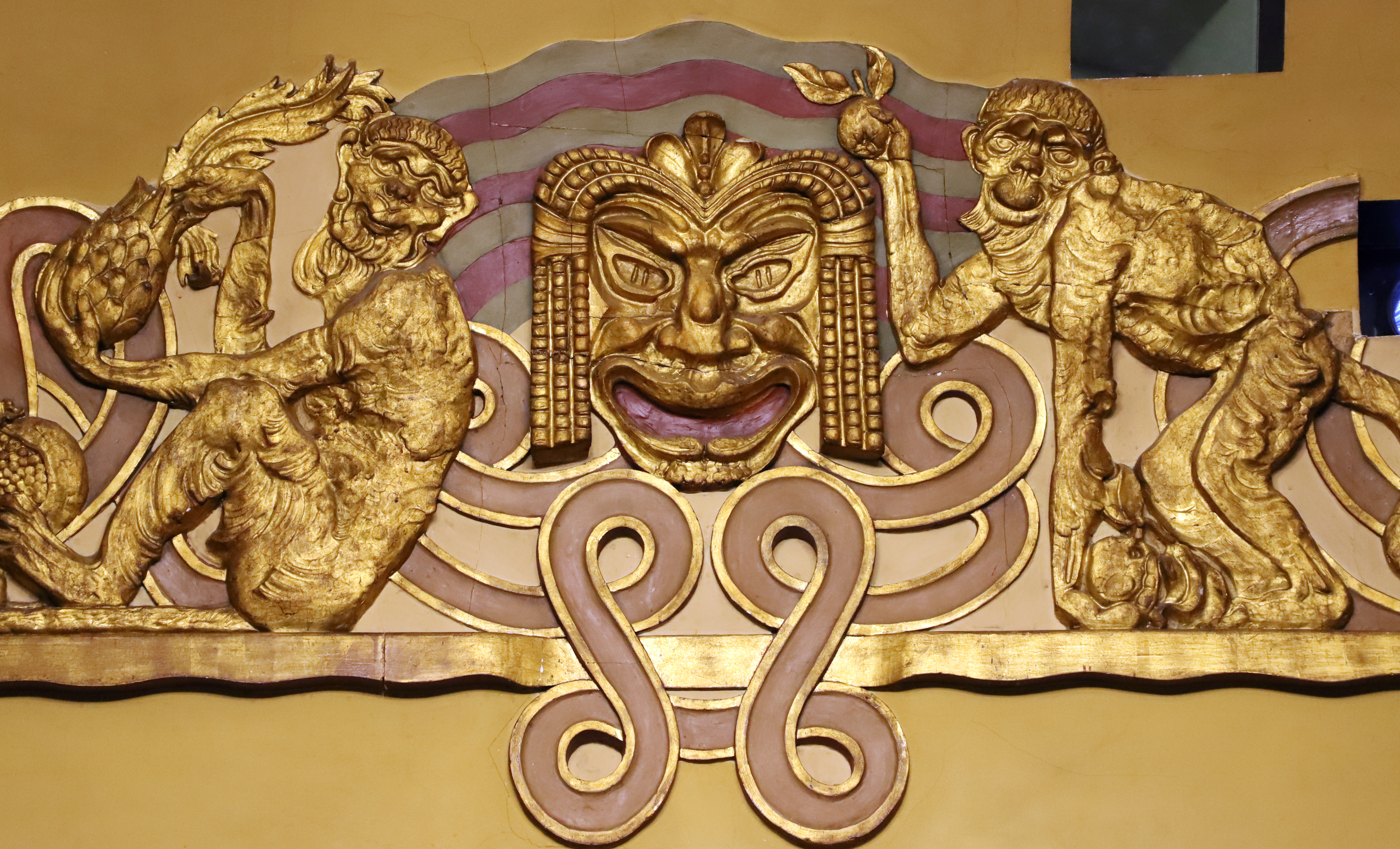
Mascherone nel Cinema Odeon di Firenze
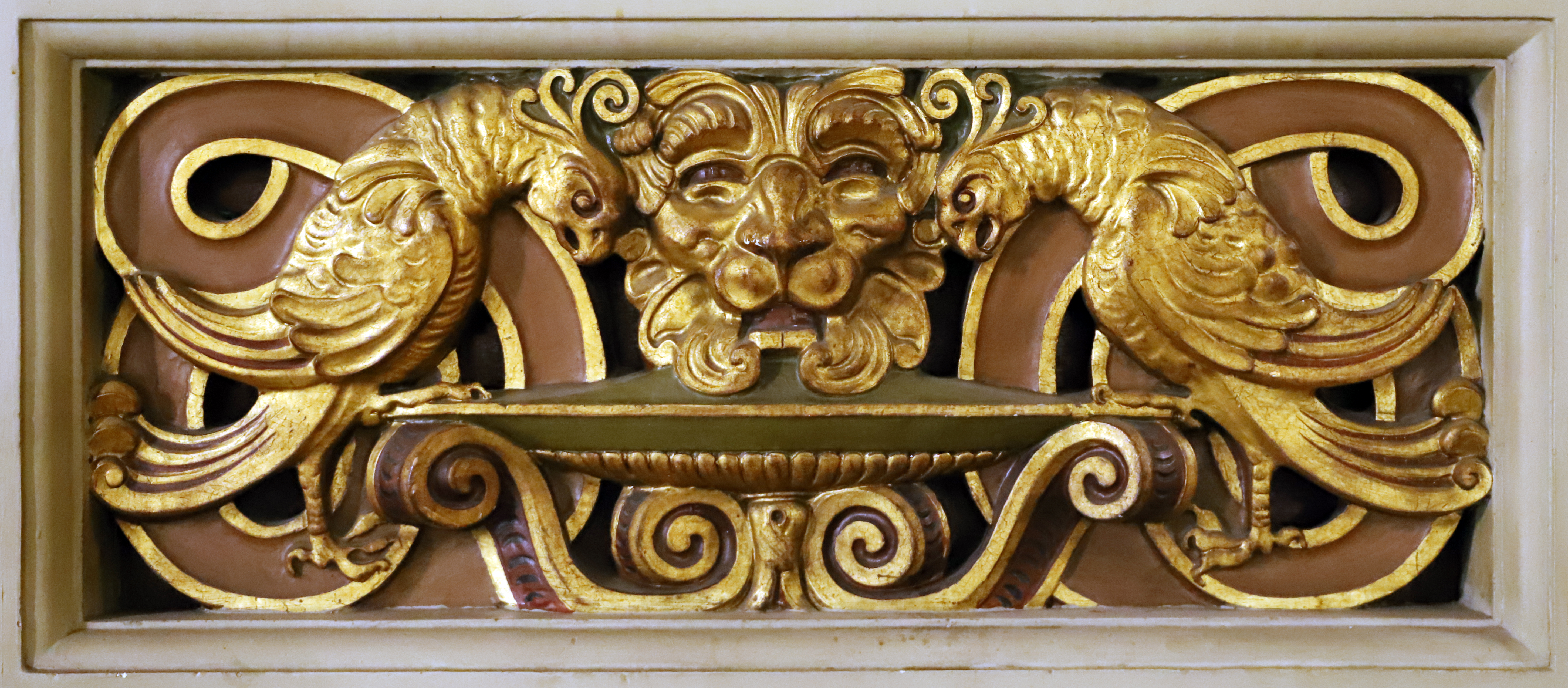
Parapetto nel Cinema Odeon di Firenze
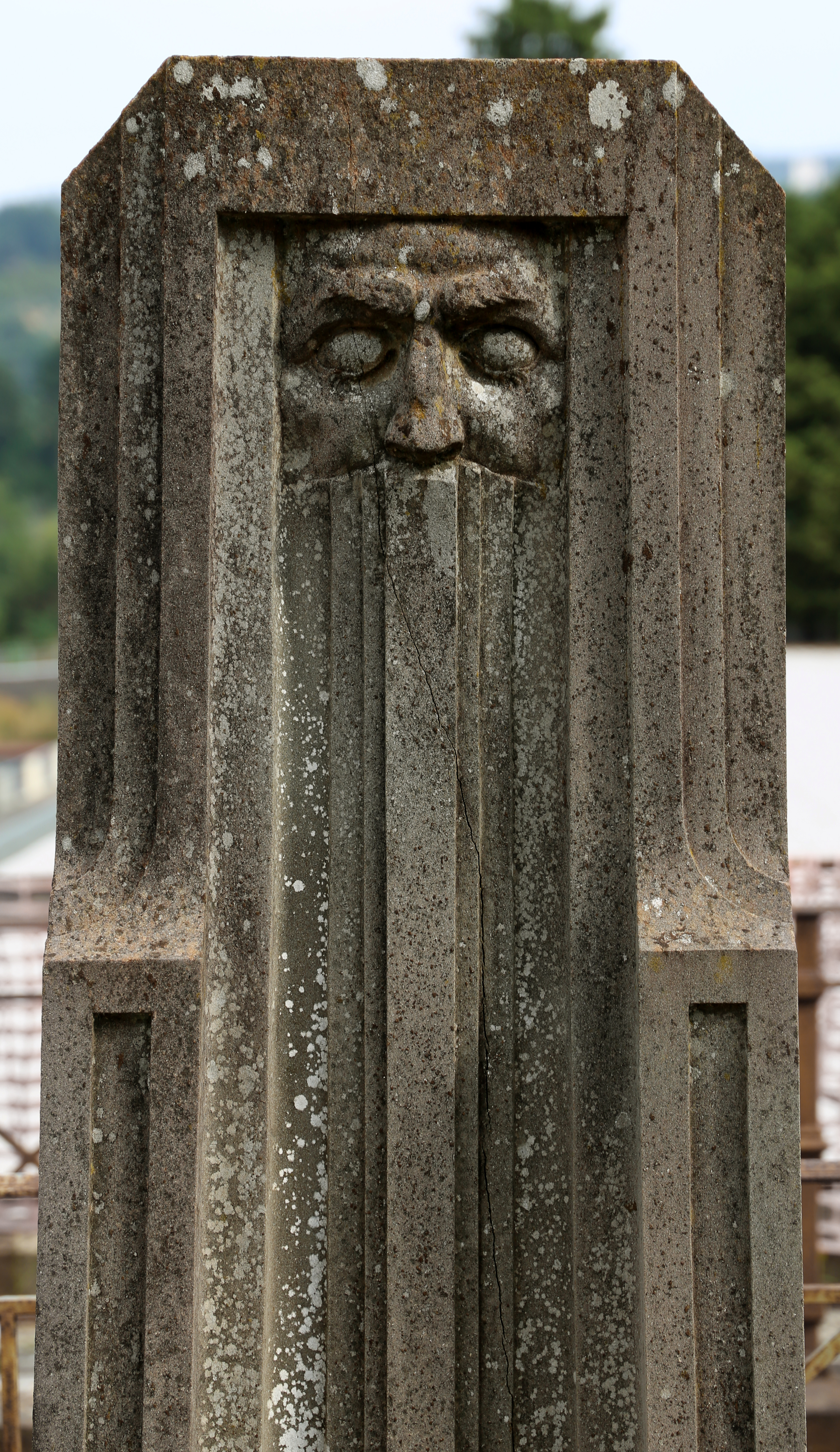
Monumento sepolcrale di Igilio Righini, cimitero di Trespiano (Firenze), 1919

### Gli anni venti

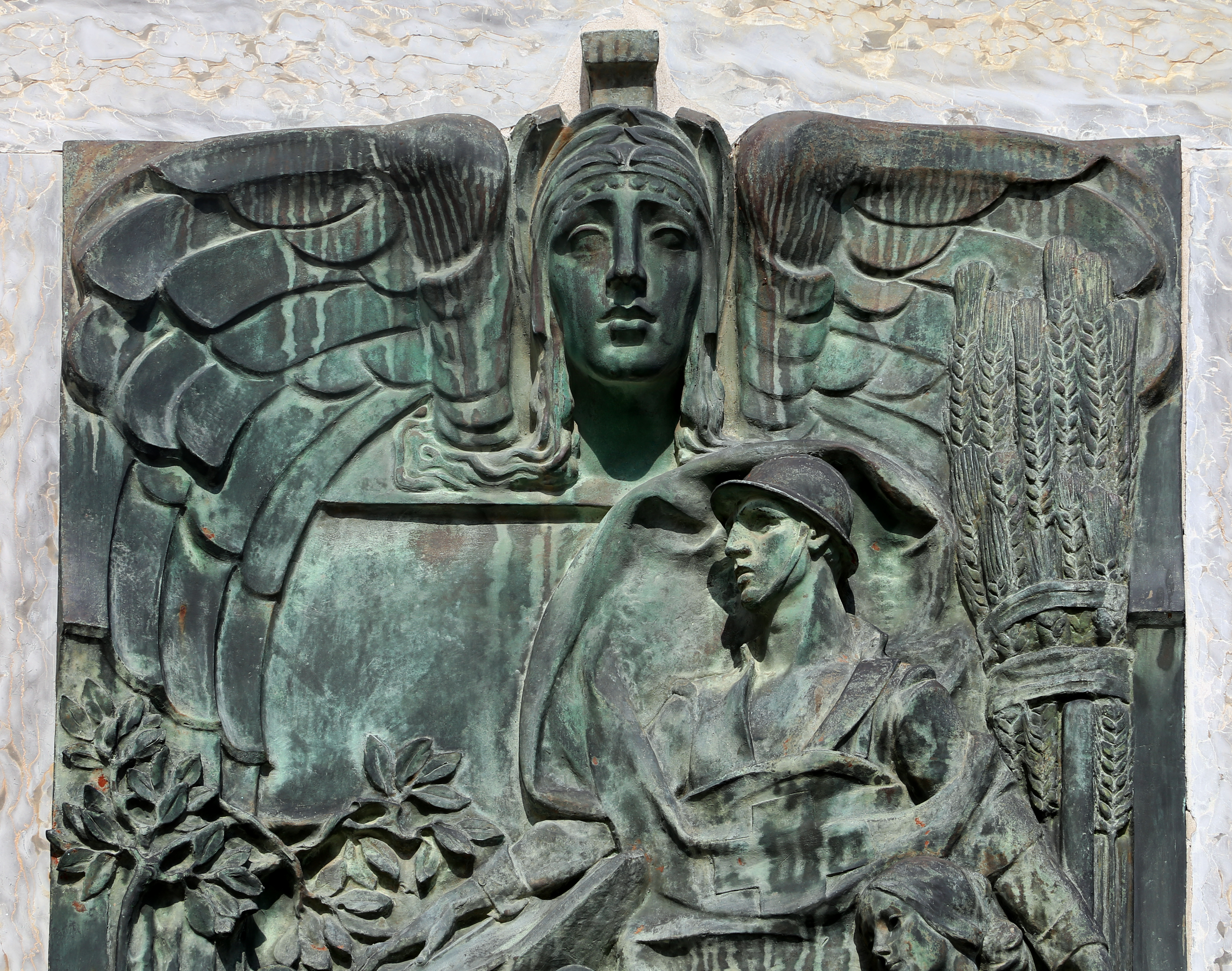
La lapide ai caduti del Consorzio agrario di Sesto Fiorentino (1925, dettaglio)

Per tutti gli anni venti fu infatti un prolifico autore della "monumentomania", realizzando in Toscana ben dieci opere commemorative, tra lapidi e complessi a tutto tondo, dedicati ai caduti della prima guerra mondiale. Alcune sono andate distrutte nel conflitto o nel Dopoguerra e sono note solo dalle foto d'epoca (Pietramala, Serravalle Pistoiese, Galliano, Barberino di Mugello). Le altre (per gli agricoltori di Sesto Fiorentino, per Calenzano, per Brozzi, per la Rari Nantes di Firenze, per la Selt Valdarno e per i rioni fiorentini di San Frediano e di Santo Spirito) testimoniano un certo eclettismo: pur nella comune matrice déco, si avvicinano ora al simbolismo, ora alla vigorosa propaganda del regime, ora all'interpretazione del classicismo di Angelo Zanelli, ora al modellato solenne di Antonio Maraini.
Parallelamente Gronchi portò avanti, soprattutto negli anni venti, un'intensa produzione di lapidi e monumenti funebri per i principali cimiteri fiorentini. Tra i lavori più significativi il cippo per Igilio Righini (1919) e il busto di Garibalda Niccoli (1923) a Trespiano.
Nel 1929 inoltre scolpì un grande crocifisso, di cui resta una versione in gesso almeno alla chiesa di Santa Maria a Ricorboli.

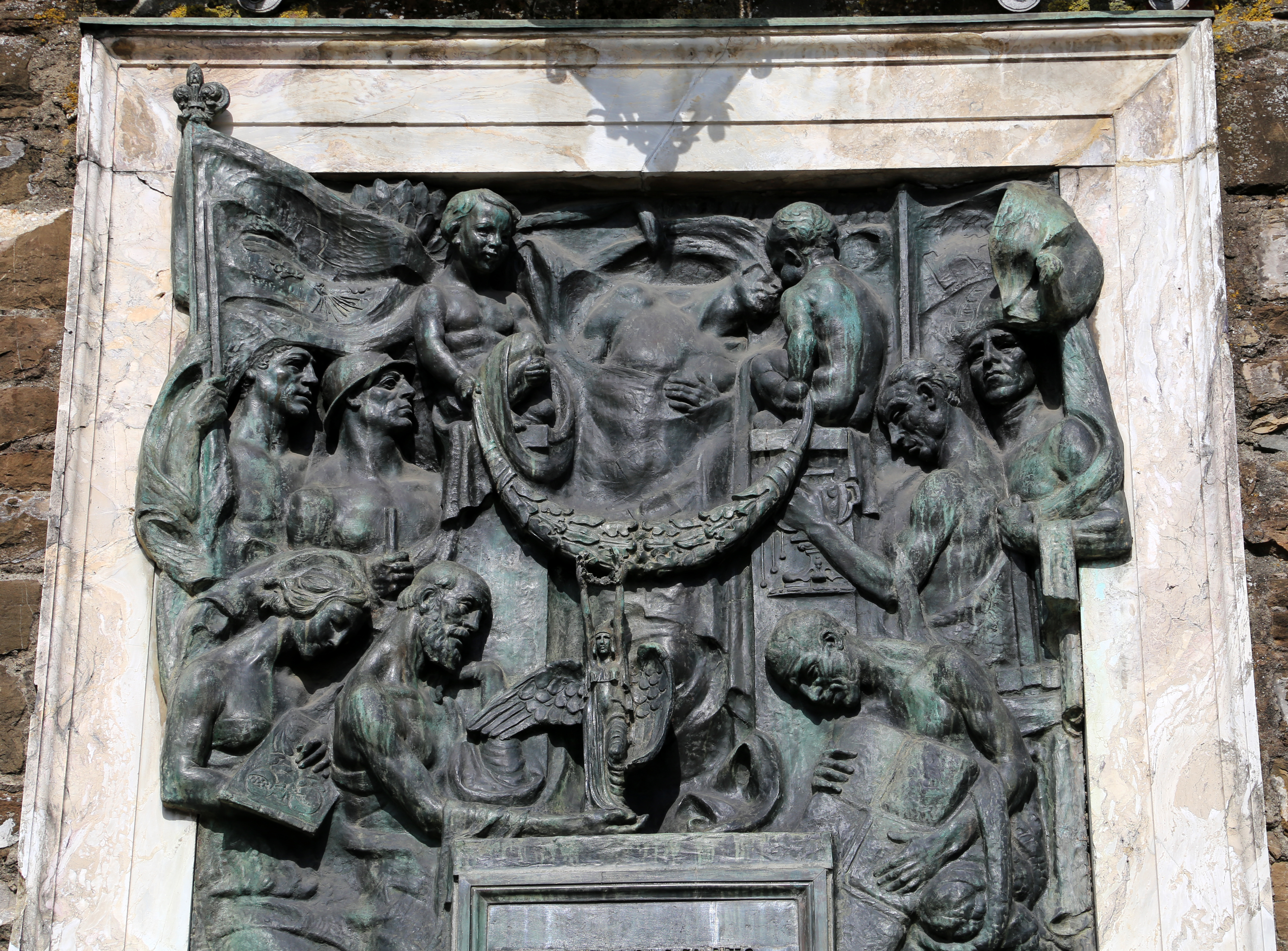
Il monumento ai Caduti di piazza Tasso (dettaglio)
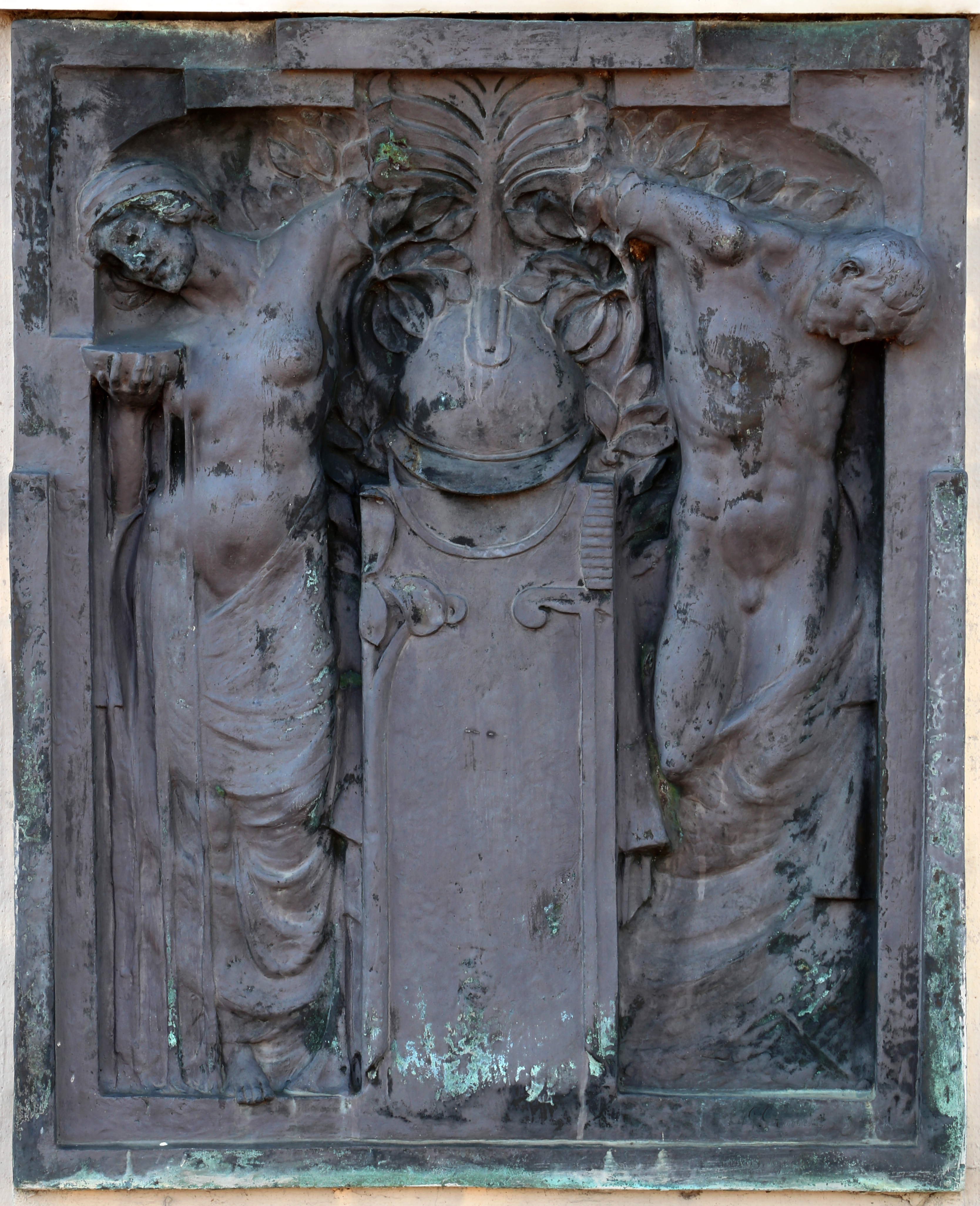
Monumento ai Caduti della Rari Nantens Firenze
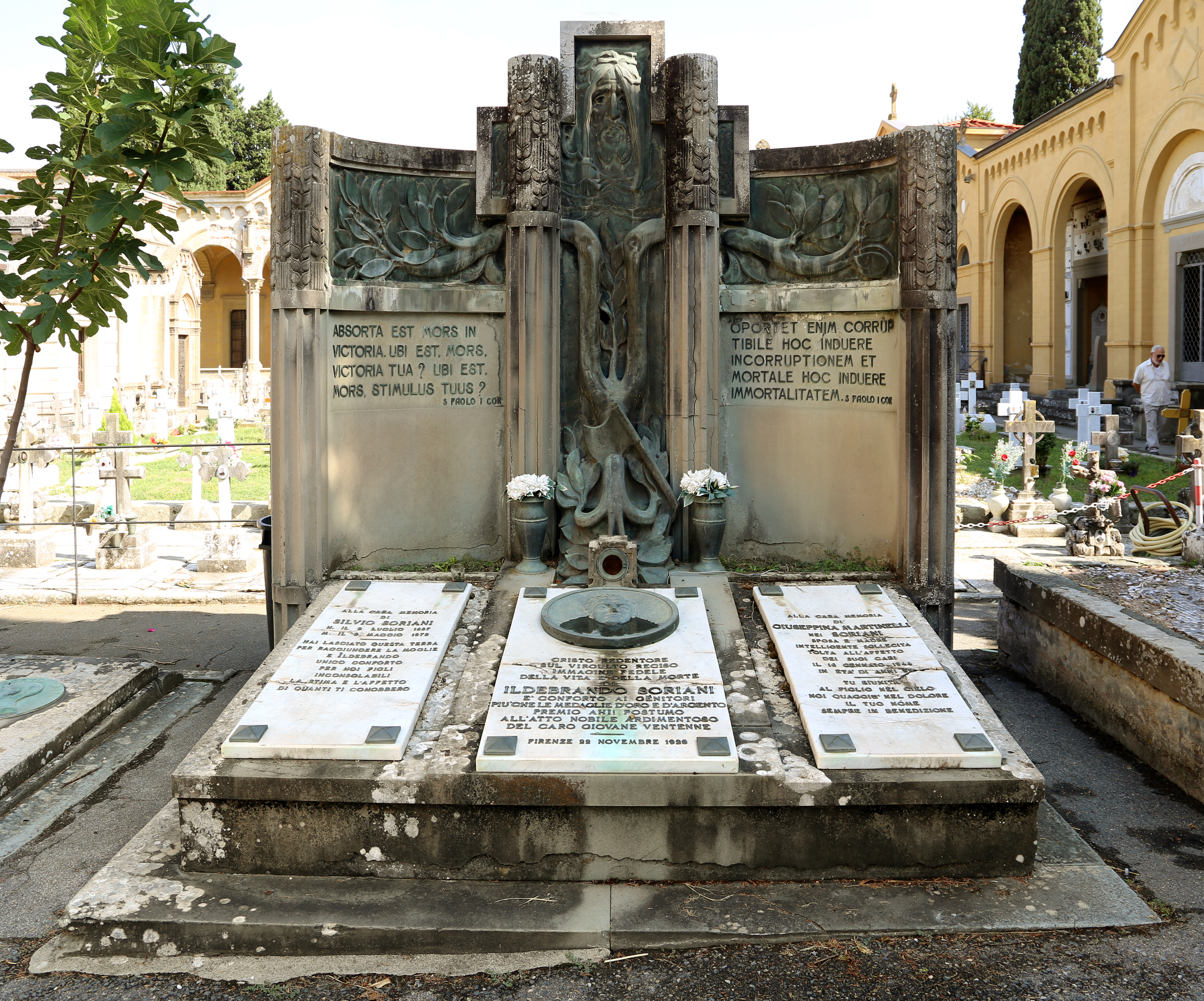
Monumento Soriani al cimitero di Soffiano (Firenze), 1929 circa
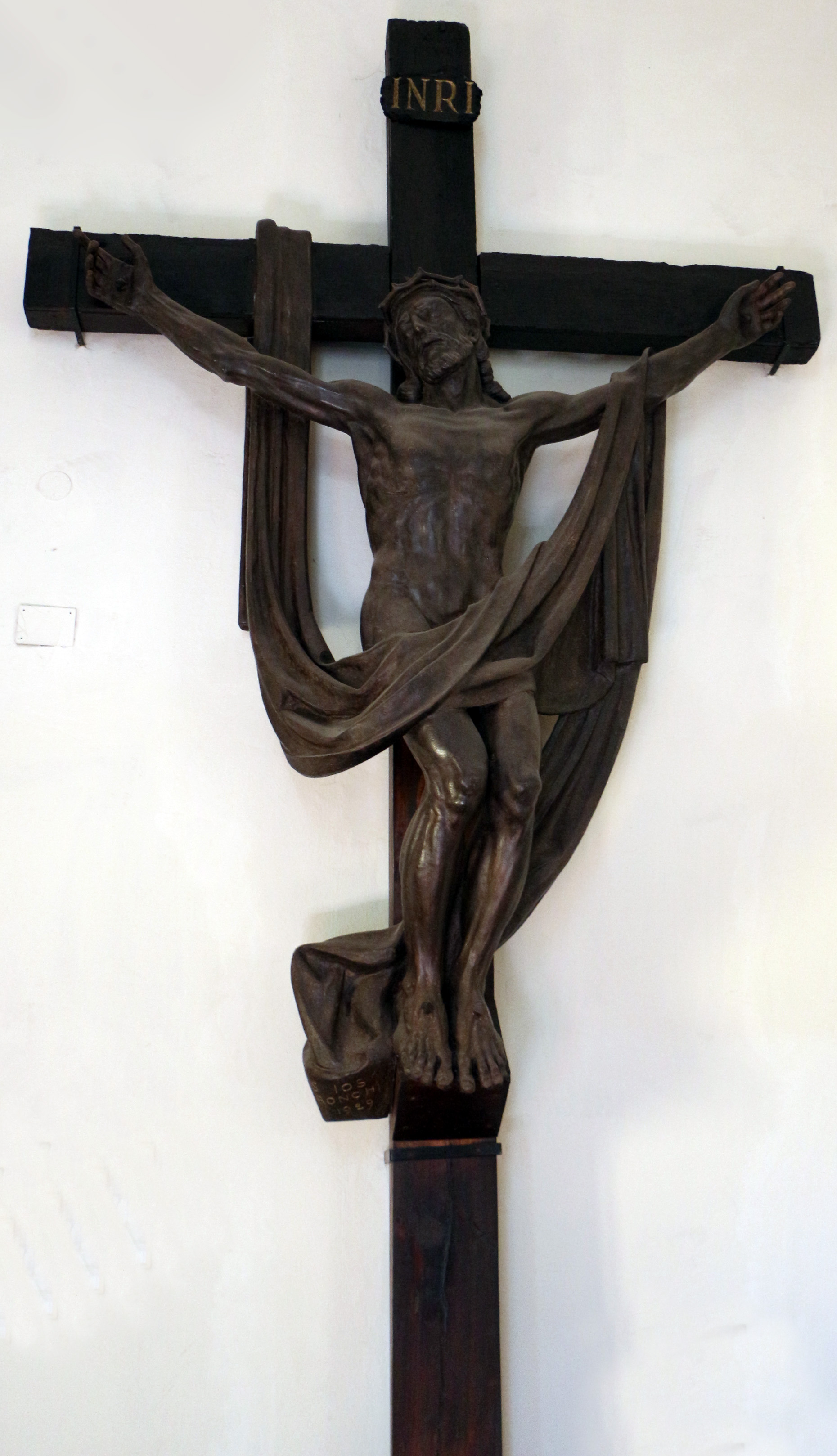
Crocifisso di Ricorboli

### Gli anni trenta
La sua fama, consolidata nel corso di tutto il decennio precedente, gli garantì un posto di prestigio in importanti commissioni nazionali.
Nel 1931 completò infatti, con numerosi altri scultori, la decorazione della stazione di Milano Centrale, eseguendo sulle cuspidi delle fiancate la Lupa capitolina, il Leone marciano, il Grifone genovese, il Toro di Torino.
Tra il 1930 e il 1932 eseguì la fontana pubblicitaria per la Campari, dalle influenze secessioniste e di Ivan Meštrović: eseguita in una trentina di esemplari in cemento armato, ne restano oggi solo tre, alle Piastre nei pressi di Pistoia (la più completa), a Chiusi della Verna e a Brunate. 
Inoltre tra il 1934 e il 1935 partecipò alla decorazione della Biblioteca Nazionale Centrale di Firenze, in particolare per i due telamoni dei rampanti dello scalone d'onore, cui si notano citazioni dei Prigioni di Michelangelo. Infine realizzò un busto di re Vittorio Emanuele III per l'aula magna della Scuola di Guerra Aerea (oggi disperso).
Morì poco dopo la liberazione di Firenze, nell'agosto 1944.